# المنظمة الخاصة
 المنظمة الخاصة (بالفرنسية: Organisation spéciale)‏ هي حركة ظهرت إلى العلن منذ أن ظهر النزاع في ديسمبر 1946 بين مصالي الحاج الذي فضل اعتماد فكرة النضال الشرعي، واعتبر الانتخابات وسيلة مقاومة سياسية والمجالس أداة لإشهار مطالب حزب الشعب وكسب تأييد اليسار الفرنسي واليمين المعتدل. وكان المعارضون بزعامة لمين دباغين يرون أن ذلك يكون على حساب الإعداد للمعركة الحاسمة ويؤدي إلى خسارة المناضلين الثوريين الرافضين للسياسة الاستعمارية. وفي المؤتمر الأول للحركة الذي انعقد يومي 14 و15 فبراير 1947 بالعاصمة وافق المؤتمر على إنشاء التنظيم شبه العسكري المدعو المنظمة الخاصة وعُين محمد بلوزداد مسؤولا عن هذا التنظيم.

## أصول المنظمة
تعود أصول الحركة المسلحة إلى تعاون بعض أعضاء حزب الشعب الجزائري مع الألمان حيث بدأ هؤلاء يتدربون على استعمال السلاح في صيف 1939، وكان المناضل محمد بوراس قائد الكشافة الإسلامية هو رئيس فرقة العمل مع الألمان وهو الأمر الذي أدى إلى إعدامه عام 1941. بقي أصحابه ينشطون وكونوا خلايا عمل ثورية، واستمر نشاطهم حتى كونوا سنة 1944 منظمة التصادم برئاسة محمد بلوزداد، وقامت بجمع الأسلحة والتدرب على استعمالها واشتد الإيمان بالعمل المسلح بعد مجازر 8 ماي 1945 وظهر في المقدمة حسين عسلة المولود بإغيل إيمولا بضوحي تيزي وزو ومحمد بلوزداد. وكان إيمانهم تحرير الجزائر بواسطة الكفاح المسلح.

## برنامج المنظمة ونظامها
تمحور عمل المنظمة الخاصة حول التكوين العسكري والتدريب على مختلف الأسلحة والمتفجرات، وجمعها وتوزيعها. والتركيز على التكوين العقائدي الوطني المرتبط بالدين الإسلامي وقيمه الجهادية. وقد اعتمدت نظاما صارما يتميز بالانضباط والتجنيد للرجال والأكفاء وضبط كل ذلك في النظام الداخلي للمنظمة الخاصة، وكانت المنظمة عبارة عن تنظيم هرمي له هيئة أركان تتكون من رئيس المنظمة، ورئيس هيئة الأركان والمدرب العسكري. وكان لها مسؤولون على مستوى الولايات، عمالقة قسنطينة، وعمالقة الجزائر، وهران، الشلف الظهرة، منطقة القبائل، ومسؤول شبكات الاستعلامات والاتصالات، وكان الاتصال بين المنظمة والمكتب السياسي لحركة الانتصار يتم عن طريق وسيط يسمى المندوب الخاص.

## التنظيم العسكري للمنظمة
عملت هيئة أركان المنظمة على إنشاء شبكات مختصة تساعدها في عملها وأداء مهامها العسكرية وتنفيذ عملياتها وهذه الشبكات هي:
- شبكة المتفجرات: التي تصنع القنابل ودراسة تخريب المنشآت القاعدية الاستعمارية.
- شبكة الإشارة: المتخصصة في الاتصالات بالراديو والكهرباء.
- شبكة التواطؤ: التي تهتم بإيجاد مخابئ للمتخفيين من المناضلين حتى لا تدركهم القوات الاستعمارية وإعداد مخابئ للأسلحة والذخيرة.
- شبكة الاتصالات: التي تتكفل بشراء أجهزة الاتصالات والتدرب عليها.
- شبكة الاستعلامات: وهي تهتم بالإطلاع على تصرفات وتحركات الأجهزة العسكرية والبوليسية والإدارية الفرنسية، ومعاقبة الخونة.

وكان المجندون يخضعون إلى نظام دقيق وصارم وكانوا يوزعون على الشكل التالي:
- نصف المجموعة تتألف من رئيس وتسعة أعضاء.
- الفصيلة وهي تتكون من مجموعة أو عدة مجموعات.

وكانت هذه المجموعات تخضع إلى تكوين عسكري نظري وتطبيقي.
وكانت الدراسة تتمحور على دراسة الدين الإسلامي، الذي على جميع المجندين إتباع قواعده وتجنب نواهيه ثم يرتكز التدريب على الدراسات التاريخية حيث يدرس المجند تاريخ الجزائر من بداية العصور إلى تاريخ المقاومة شعبية وإبراز بطولات الجزائري.

## اكتشاف المنظمة
أعفى محمد بلوزداد من رئاسة المنظمة الخاصة بسبب مرضه، وخلفه حسين آيت أحمد على رأس المنظمة، وعمل على دعم المنظمة بالمال والسلاح، ونظم الهجوم على بريد وهران في عهده.غير أن تورط آيت أحمد في الأزمة البربرية سنة 1949 أدى إلى عزله، وتعيين أحمد بن بلة مكانه ومرت قيادات المنظمة الخاصة بثلاث فترات بين 1947 و1950، وعرفت المنظمة إعادة التنظيم والهيكلة في عهد ابن بلة إذ تم فضح المؤامرات الاستعمارية على الجزائر وقيمها من دين ولغة تاريخ ونظمت الإضرابات والمظاهرات ومقاطعة (الانتخابات، وصارت المنظمة أداة عسكرية لتحضير الثورة المسلحة ورغم سرية الحركة وصلتها المحدودة بحركة الانتصار، فإن اكتشافها في مارس 1950 كان صدمة للجميع، وتعرض عناصر المنظمة إلى المطاردة والاضطهاد والسجن وقد تم اعتقال 5000 عضو وحُل التنظيم في الأخير، وعلى الرغم من بقاء خلية واحدة لم تكتشف وهي خلية الاوراس بقيادة مصطفى بن بولعيد وهي التي استطاعت أن تجمع السلاح وتخطط لتفجير الثورة، وتبرأت حركة الانتصار من المنظمة الخاصة خوفا على نفسها، وكان لهذا الموقف أثارة سلبية، حيث أدى إلى سوء العلاقة بين أعضاء المنظمة وسياسيي حركة انتصار الحريات الديمقراطية، خاصة بعد ظهور الأزمة بين اللجنة المركزية وأنصار مصالي الحاج إذا كانت النتيجة هي إنشاء اللجنة الثورية للوحدة والعمل.